# 岡山洋一
岡山 洋一（おかやま よういち、1959年（昭和34年）4月18日 - ）は英語学者。北海道帯広市出身。 英語教育とディベート教育の両分野で活躍している。札幌ディベート研究所代表、ディベートアゴラ主宰。

## 略歴
- 1959年 北海道生まれ。
- 1982年 札幌大学外国語学部英語学科卒業。大学在学時代に英語ディベートを始める。
- 1984年 ディベート、プレゼンテーション、ファシリテーションなどの指導を始める。
- 1995年 全国教室ディベート連盟立ち上げに際し、北海道支部副支部長に就任（現職）。
- 2001年 ディベート教育功労賞（松下賞）受賞。
- 2005年 会社勤務を経て札幌ディベート研究所（SDI）を設立し、独立。

## エピソード
- 性格は至って温厚で本人曰く、結構根に持つタイプ。
- 愛猫家として知られ、自著であるディベート初心者向けのテキストにも「ねこでも分かるディベート入門」と猫の文字が冠せられている。
- サンリオのネクタイを着けることが多い。